# Band-Maid
Band-Maid ist eine 2013 gegründete Hard-Rock-/Heavy-Metal-Band aus der japanischen Hauptstadt Tokio.

## Geschichte
Gegründet wurde Band-Maid im Juli 2013 durch Gitarristin und Sängerin Miku Kobato (eigentlich Mika Noguchi), die zu dieser Zeit in einem Maid Cafe arbeitete. Sie hatte die Vision, die grundverschiedenen Images von Maids und Rockmusik gegenüberzustellen. Über eine Internetsuche rekrutierte sie Leadgitarristin Kanami Tōno, die zuvor als Singer-Songwriterin aktiv gewesen war, und Akane Hirose als Schlagzeugerin mitbrachte. Über Hirose wiederum wurden die Musikerinnen auf Bassistin Misa aufmerksam, die Hirose durch die Musikschule kannte. Über ein Casting wurde Saiki Atsumi in die Band integriert.
Im Januar 2014 erschien mit Maid in Japan das erste Mini-Album der Gruppe. Im November 2015 folgte die Veröffentlichung des zweiten Mini-Albums New Beginning. Im März des darauf folgenden Jahres spielte die Band im Rahmen der Sakura-Con in Seattle im Bundesstaat Washington ihr erstes Konzert außerhalb Japans. Nachdem Band-Maid einen Plattenvertrag bei Crown Stones, einer Tochterfirma von Nippon Crown, unterschrieben hatte, wurde mit Brand New Maid das dritte Mini-Album veröffentlicht. Auch wurde ihre 2014 veröffentlichte Platte Maid in Japan bei der Plattenfirma neu aufgelegt. Im Oktober und November 2016 spielte die Band ihre erste Welttournee, die unter anderem durch Hongkong, Mexiko und sechs europäische Staaten führte. Das erste Konzert in Europa gab die Band bereits im Mai gleichen Jahres im Rahmen der MCM Comic Con in der britischen Hauptstadt London.
Im Januar 2017 erschien das Debütalbum Just Bring It, ihr ging die im November des Vorjahres veröffentlichte Single YOLO voraus. Die Band war Teil der Golden Melody Awards 2017 in Taiwan, die am 23. und 24. Juni 2017 stattfand. Band-Maid coverten das Lied Honey der japanischen Band MUCC für ein Tribute-Album, das im November des gleichen Jahres herausgebracht wurde. Im Februar 2018 erschien mit World Domination das zweite Album der Gruppe, welches mit einer Tournee im April beworben wird. Auch ist die Band Teil der Warped Tour in Japan, die am 1. April 2018 in der Makuhari Messe stattfand.
Im September 2020 wurde bekannt, dass die Band im Januar 2021 ein neues Album veröffentlicht. Im Dezember 2020 erscheint dazu die Single Different.
Während des Corona-Lockdowns absolvierte die Band mehrere Live-Auftritte über den Streaming-Dienst Zaiko. Ausschnitte daraus wurden als Musikvideos veröffentlicht. Im Januar 2021 wurde das Album Unseen World mit solch einem Streaming-Auftritt vorgestellt.
Im September 2024 soll mit Epic Narratives das erste Studioalbum seit mehr als dreieinhalb Jahren veröffentlicht werden.

### Band-Maiko
Am 31. März 2018 veröffentlichte die Band ein Video unter dem Pseudonym Band-Maiko mit dem Titel secret Maiko lips. In diesem treten die Musikerinnen in klassische Geisha-Gewänder gekleidet auf und spielen den ursprünglich auf dem Album Just Bring It veröffentlichten Titel secret My lips in einer neuen Version. Darin sind klassische japanische Instrumente zu hören, die Geishas nutzen. Weiterhin wird der Liedtext in einem Kyoto-Dialekt gesungen. Dies war ursprünglich als Aprilscherz gedacht, fand aber bei den Fans so viel Anklang, dass die Band am 1. April 2019 ein weiteres Video unter dem Pseudonym veröffentlichte. Darin wird der eigens dazu komponierte Titel „祇園町“ (Gion-cho) präsentiert. Diese zwei Titel wurden zusammen mit fünf anderen Titeln auf dem Album Band-Maiko veröffentlicht.
Gion ist der Geisha-Bezirk von Kyoto und als Maiko werden Geisha in der Ausbildung bezeichnet.

## Stil

### Auftreten
Das Auftreten der Band basiert auf der Bedienung in japanischen Maid Cafes. In Interviews, erklärten die Musikerinnen, das Konzept stamme von Bandgründerin Miku Kobato, die vor ihrer Musikkarriere im Noodol Cafe in Akihabara gearbeitet hatte. Dieses Konzept wird durch die Band verstärkt, die ihre männlichen Fans als Masters („Meister“, japanisch: ご主人様, goshujin-sama), weibliche Fans als Princesses („Prinzessinnen“, japanisch: お嬢さま, ojou-sama) und ihre Konzerte als Servings („Servieren“, japanisch: お給仕, okyuji) bezeichnen. Das unterwürfige Auftreten der Musikerinnen soll als Kontrast zum aggressiven Rock-Stil betrachtet werden.
Die Auftritte der Band werden üblicherweise durch eine Pause unterbrochen, in der das Publikum durch eine humorvolle Darbietung unterhalten wird. Diese wird zumeist durch die Rhythmusgitarristin bestritten, die dabei ihre Stimme verstellt, um besonders niedlich (kawaii) zu erscheinen. Auch der Ruf „moe moe kyun“, der im Anime-Genre verwendet wird, um süß und niedlich auszudrücken und beim Servieren in Maid Cafés verwendet wird, gehört zum Repertoire. Diese Pause wird als Omajinai-Time bezeichnet.

### Musik
Bandgründerin Kobato zieht ihre musikalische Inspiration aus der Enka-Musik und besuchte im Jahr 2012 eine Gesangsschule, begann aber mit der Gründung der Band auch E-Gitarre zu spielen. Sängerin Atsumi begann im Alter von 14 Jahren zu singen. Leadgitarristin Tōno ist von Carlos Santana beeinflusst, lernte im Kindesalter klassisches Klavierspiel und brachte sich das Gitarrespielen bei, als sie der High-School-Band beitrat. Kanami ist ebenfalls seit Mitte 2016 die Songwritern der Band, wobei die Texte von Miku Kobato stammen. Schlagzeugerin Hirose ist ein Fan von Deep Purple und Maximum the Hormone; sie wird durch die Schlagzeugerin Nao Kawakita, die in letzterer genannten Gruppe spielt, beeinflusst. Hirose ist ebenfalls in der Lage, Tuba und Klavier zu spielen. Bassistin Misa ist ein Fan der Smashing Pumpkins und von Jimi Hendrix. Sie begann im Alter von 3 oder 4 Jahren Klavier zu spielen, nebenbei lernte sie das Spielen von Trompete, Althorn und Gitarre. Sie erklärte in Interviews, dass sie zur Bassgitarre wechselte, nachdem sie auf die Bassistin Paz Lenchantin aufmerksam geworden war. Sie nennt die Bassistin der Pixies auch stets als größtes Vorbild. Wie sie spielt Misa auf der Bühne gerne barfuß.

## Diskografie
- 2014: Maid in Japan (Album, Gump Records), 2018 bei Crown Stones neu aufgelegt
- 2015: New Beginning (Album, Gump Records)
- 2016: Brand New Maid (Album, Crown Stones)
- 2017: Just Bring It (Album, Crown Stones, JPU Records in Europa)
- 2018: World Domination (Album, Crown Stones, JPU Records)
- 2019: Band-Maiko (EP, Revolver Records)
- 2019: Conqueror (Album, Revolver Records)
- 2021: Unseen World (Album, Pony Canyon)
- 2022: Unleash (EP, Pony Canyon)
- 2022: Band-Maid Online Acoustic Okyu-Ji (Dec. 25, 2021) (Livealbum, Selbstverlag)
- 2023: 10th Anniversary Best Vol.1 (Kompilation, Nippon Crown)
- 2023: 10th Anniversary Best Vol.2 (Kompilation, Nippon Crown)
- 2024: Epic Narratives (Album, Pony Canyon)

## Auszeichnungen
- Classic Rock Roll of Honour Awards
  - 2016: Japan Next Generation (gewonnen)[23]
- NEO Awards
  - 2020: Best Musical Act (gewonnen)[24]

## Filme
Band-Maid ist in einer Club-Szene in dem 2021 von Netflix veröffentlichten Actionthriller Kate zu sehen. Ebenso steuert die Band die Hintergrundmusik zu einer Autoverfolgungsjagd bei.

## Trivia
Im Januar 2021 legte der Gitarrenbauer Zemaitis Guitars eine Signature-Gitarre für die Rhythmusgitarristin Miku Kobato unter dem Namen „Flappy Pigeon“ auf. Die Gitarre wurde in geringer Stückzahl in den Handel gebracht und erhielt die Produktnummer 38 10 (39), was auf Japanisch ausgesprochen „ko ba to“ ergibt, also den Namen der Gitarristin. Die Gitarre wurde mit einem Video einer Firmentour durch Kobato beworben.
Im November 2024 erhielt Gitarristin Kanami Tōno als erster japanischer Musiker eine Signature-Gitarre von PRS Guitars.